# Track Cycling Team Mecklenburg-Vorpommern

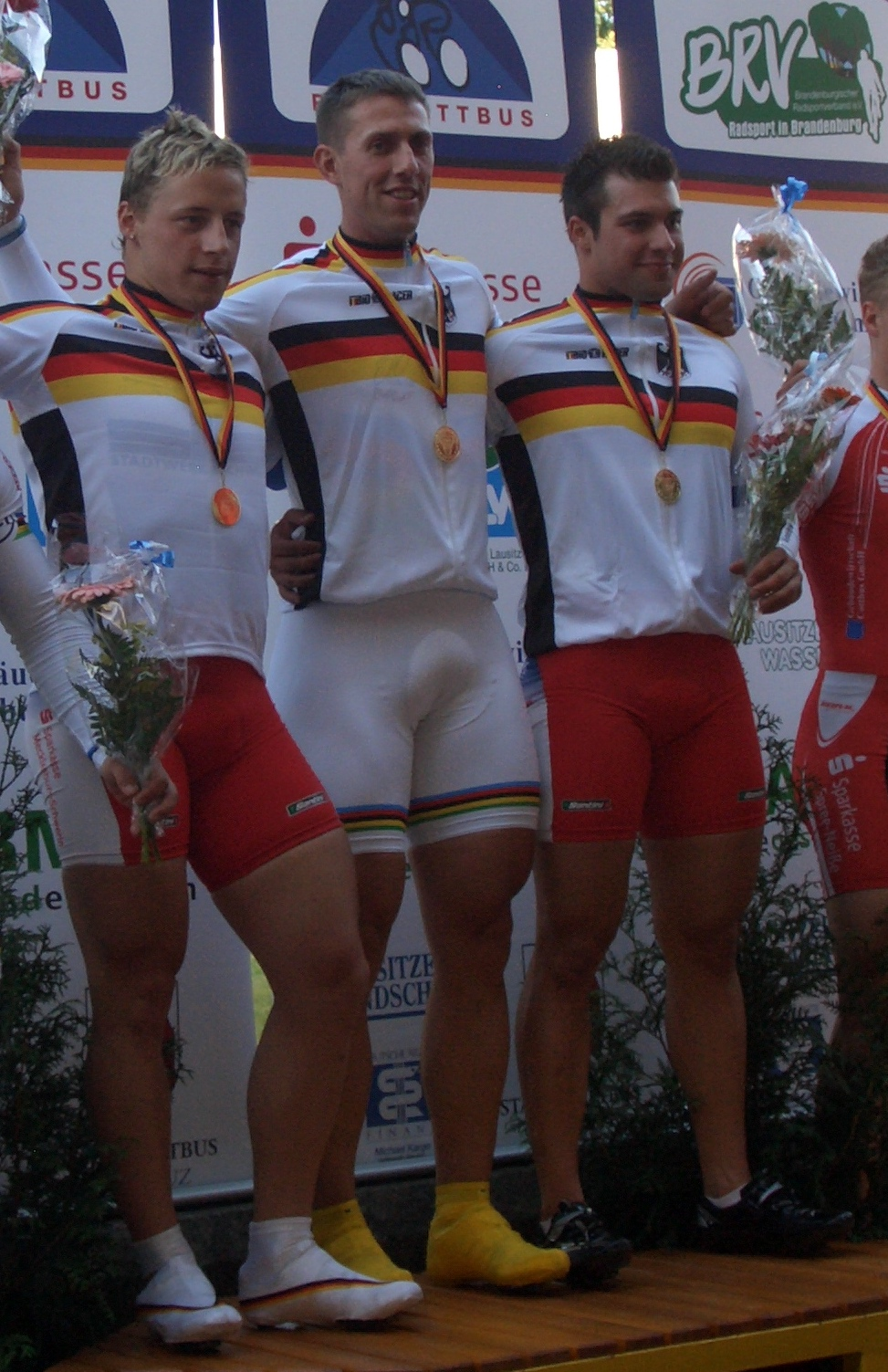
2010 wurden Marc Schröder (l.), Stefan Nimke (M.) und Tobias Wächter deutsche Meister im Teamsprint

Das Track Cycling Team Mecklenburg-Vorpommern ist eine Schweriner Bahnrad-Mannschaft (Renngemeinschaft) mit dem Status als UCI Track Team, angegliedert an den „PSV Schwerin“.
Das Track Team wurde 2009 gegründet. Erfolgreichster Sportler des Teams ist der Olympiasieger und vierfache Weltmeister Stefan Nimke. Trainer des Teams ist Ronald Grimm.

## Teammitglieder
(Stand: 2014)
- Carla Berthold (* 1997, Berlin)
- Jo Ellen Look, (* 1996, Demmin)
- Stefan Nimke (* 1978, Hagenow)
- Henry Ober (* 1995, Holzminden)
- Tilman Ribbeck (* 1998, Rostock)
- Nick Rother (* 1999, Gehrden)
- Marc Schröder (* 1990 Bergen auf Rügen)
- Dominique Rene Anklam (* 1997, Bingen am Rhein)

## Frühere Teammitglieder
- Sebastian Dopp (* 1987, Berlin)
- Johannes Keuchel (* 1995, Lübeck)
- Daniel Rackwitz (* 1989, Chemnitz)
- Tobias Wächter (* 1988, Düsseldorf)
- Lisa Wach (* 1992, Celle)
- Miriam Welte (* 1986, Kaiserslautern)